# اسحاق هورویچ

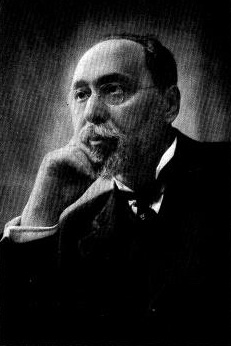
اسحاق هورویچ، اقتصاددان آمریکایی و کارگر آماری.

اسحاق آرونوویچ هورویچ (۲۶ آوریل ۱۸۶۰–۹ ژوئیه ۱۹۲۴) (روسی: Исаак Аронович Гурвич) یک اقتصاددان، آمارشناس، حقوقدان و فعال سیاسی یهودی - آمریکایی بود. هورویچ به بهترین وجه به عنوان پیشگام در کاربرد آمار در صنعت معدن آمریکای و به عنوان یک روشنفکر برجسته در میان جامعه زبان ییدیش در ایالات متحده یاد می‌شود.

## زندگی‌نامه
اسحاق آرونوویچ هورویچ متولد ۲۶ آوریل ۱۸۶۰ در ویلنا، لیتوانی، سپس بخشی از امپراتوری روسیه بود. خانواده هورویچ از طبقه متوسط بودند، پدرش آرون هورویچ کارمندی تحصیل کرده در بانکی بود که آموزش سکولار با کیفیتی را به فرزندان خود ارائه می‌داد.
هورویچ از یک ژیمناسیوم (دبیرستان با کیفیت خاص) در شهر مینسک بلاروس و در سال ۱۸۷۷فارغ‌التحصیل شد. پس از فارغ‌التحصیلی، او ابتدا تلاش کرد تا وارد آکادمی پزشکی و جراحی سن پترزبورگ شود، اما نتیجه مطلوبی پیدا نکرد. پس از آن او در دانشگاه سن پترزبورگ در رشته ریاضیات تحصیل کرد. در این بازه زمانی بود که هورویچ برای اولین بار در جنبش انقلابی روسیه درگیر شد و اولین دستگیری وی برای فعالیت انقلابی در سال ۱۸۷۹ صورت گرفت. هورویچ قبل از تبعید بدون محاکمه به سیبری در سال ۱۸۸۱ برای مدت طولانی در زندان در سن پترزبورگ به سر برد.
هورویچ حتی به عنوان یک وکیل در جنبش انقلابی زیرزمینی فعال بود و در ایجاد محافل مطالعات بنیادی میان کارگران یهودی نقش مؤثر داشت.

### مهاجرت به آمریکا
در سال ۱۸۹۰ هورویچ برای جلوگیری از دستگیری مجبور شد از روسیه فرار کند و همسر اول خود و چهار فرزندشان را پشت سر بگذارد. در ۳۰ سپتامبر ۱۸۹۰، او از بندر گوتنبورگ سوئد سوار کشتی شد و در ماه اکتبر به بندر هال انگلیس رسید. وی سپس با کشتی از بندر لیورپول با کشتی عازم نیویورک شد. هورویچ در نیویورک سکنی گزید و در آنجا به وی کمک هزینه تحصیلی برای حضور در دانشگاه کلمبیا در نیویورک اعطا شد. هورویچ پس از موفقیت در دفاع از رساله اش در مورد اقتصاد روستایی روسیه، دکترای خود را از کلمبیا به دست آورد. این پایان‌نامه در سال ۱۸۹۳ توسط کالج کلمبیا و با ترجمه روسی در مسکو در سال ۱۸۹۶ به شکل کتاب منتشر شد.
هورویچ با استقرار در شیکاگو، در سال ۱۸۹۳ در انجمن ایالتی ایلینویز پذیرفته شد. او همچنین حدود یک سال در دانشگاه شیکاگو تدریس کرد. وی در انتشار تعدادی مقاله در ژورنال‌های دانشگاهی روز، از جمله فصلنامه ییل، ژورنال اقتصاد سیاسی، و فصلنامه علوم سیاسی همکاری کرده‌است.
در سال ۱۹۰۰، هورویچ کار خود را در دولت آمریکا آغاز کرد. وی ابتدا به عنوان مترجم در اداره ضرب سکه تا سال ۱۹۰۲ مشغول به کار شد، پس از آن به عنوان متخصص معدن به اداره سرشماری پیوست. هورویچ با تدوین دفتر سرشماری و تدوین مطالب آماری مربوط به معادن آمریکا تا سال ۱۹۰۶ باقی ماند.

### بازگشت به روسیه
در سال ۱۹۰۵ انقلاب در روسیه آغاز شد. هورویچ در سال ۱۹۰۶ از طریق اقیانوس اطلس به روسیه بازگشت تا بتواند در انتخابات دوما ایالتی روسیه پیروز شود. جالبتر از همه، هورویچ به عنوان سوسیال دمکرات برای دوما کاندید نشد، بلکه به دنبال عضویت در حزب دموکرات مشروطه دموکراتیک به رهبری پاول میلیوکوف بود. هورویچ در انتخابات پیروز شد، تا سقوط دولت تزاری را ببیند.

### دوره دوم آمریکا
به دنبال ابطال انتخابات و شکست انقلاب، هورویچ به آمریکا بازگشت و مجدداً برای دفتر سرشماری در زمینه تهیه حجم عظیمی از آمار معدن در رابطه با سرشماری سال ۱۹۱۰ تلاش کرد.
هورویچ یادگیری نوشتن به زبان ییدیش را در سن ۳۵ سالگی انجام داد. پس از آن او به یک نویسنده پرکار آن زبان تبدیل شد و برای انواع مختلف نشریات تحت اسمهای مختلف از جمله «اسحاق هالوی» و «ییتچوک اسحاق» نوشت.
هورویچ برای اولین بار در طول جنگ جهانی اول به حزب سوسیالیست آمریکا پیوست.

### مرگ و میراث
اسحاق هورویچ در ۹ ژوئیه سال ۱۹۲۴ بر اثر ذات الریه درگذشت. وی در زمان مرگ ۶۴ ساله بود.
هورویچ توسط دوست روزنامه نگارش، ویلیام م. فیگنباوم، عنوان «مردی از جذابیت و درخشندگی واقعی» با گرایش به نگه داشتن عمدی عقاید متعارف، به یادگار گرفت. فیگنبا یادآور می‌شود: «مردم با او اختلاف نظر داشتند اما او باعث شد که آنها تجدید نظر کنند.»
پسر هورویچ، نیکلاس هورویچ، عضو مهمی در فدراسیون روسیه از حزب سوسیالیست و رهبر بخش جناح چپ بود که در اوایل سال ۱۹۱۹ ظهور کرد. هورویچ جوان بعداً عضو مؤسس حزب کمونیست آمریکا شد و بعداً به اتحاد جماهیر شوروی مهاجرت کرد.
مقالات آیزاک هورویچ در ۱۳ حلقه میکروفیلم در انستیتوی تحقیقات ایوو برای تحقیقات یهودیان در شهر نیویورک در دسترس پژوهشگران است.